# إبراهيم القادري
إبراهيم القادري (بالهولندية: Ibrahim El Kadiri)‏ هو لاعب كرة قدم هولندي في مركز نصف الجناح، ولد في 23 يناير 2002 في أمستردام في هولندا.

## وصلات خارجية
- إبراهيم القادري على موقع قاعدة بيانات كرة القدم.إي يو (الإنجليزية)
- إبراهيم القادري على موقع Soccerway.com (الإنجليزية)
- إبراهيم القادري على موقع عالم كرة القدم.نت (الإنجليزية)